# 对茎毛兰
对茎毛兰（学名：Eria pusilla）为兰科毛兰属下的一个种。

## 扩展阅读
- 維基物種上的相關：对茎毛兰